# Brooklyn-Manhattan Transit Corporation

Netwerk in 1930

De Brooklyn-Manhattan Transit Corporation (BMT) is een voormalige Amerikaanse maatschappij voor openbaar vervoer actief in de New Yorkse boroughs Manhattan en Brooklyn. De maatschappij werd opgericht in 1923 en werd opgeheven in 1940. De naam leeft nog steeds voort omdat bij de identificatie van trajecten van de metro van New York nog steeds wordt verwezen naar BMT lijnen voor die trajecten die vroeger werden uitgebaat door de BMT. In de latere organisatie van het metronetwerk, werden alle trajecten van BMT bijgevoegd bij de groep onder beheer van de B Division.

## Geschiedenis
De voorloper van de Brooklyn-Manhattan Transit Corporation (BMT) was de Brooklyn Rapid Transit Company (BRT) die in 1896 werd opgericht en actief was in Brooklyn en Queens. Die maatschappij was op zijn beurt de opvolger en opkoper van meerdere andere kleinere maatschappijen die openbaar vervoer aanboden in het gebied. De BRT vervoerde passagiers en vracht over een spoornetwerk dat zowel bovengrond als gelijkvloers (al dan niet in eigen bedding) en ondergronds was uitgebouwd. 
Op 19 maart 1913 tekenden de stad New York, de Interborough Rapid Transit Company en de Brooklyn Rapid Transit Company de Dual Contracts met het oog op de uitbouw van het metronetwerk in Manhattan. De IRT en de BRT bouwden of verbeterden hiermee meerdere metrolijnen in New York, hadden in ruil voor de stadssteun niet het eigendomsrecht maar wel de uitbatingsrechten voor een periode van 49 jaar.
De Brooklyn Rapid Transit Company ging failliet in 1919, werd gereorganiseerd en uit faillissement getild in 1923 met de overname van de infrastructuur en de overeenkomsten door de BMT.
De BMT werd in de late jaren dertig door burgemeester Fiorello La Guardia gedwongen zichzelf op te heffen, de infrastructuur aan de stad te verkopen en de volledige uitbating van het gevormde netwerk aan de stad over te dragen. La Guardia had hiervoor een aantal krachtige instrumenten. Vooreerst was de in 1913 bij de ondertekening van de Dual Contracts vastgelegde ticketprijs van 5 dollarcent sindsdien nooit verhoogd ondanks de inflatie tijdens de Eerste Wereldoorlog, gelukkig deels gecounterd door de deflatie na de beurskrach van 1929, bijkomend was in de Dual Contracts een clausule die die trajecten die met steun werden aangelegd toch door de stad konden geclaimd worden waaronder de samenhang van het netwerk van BMT sterk zou lijden.